# Médaille d'ancienneté du service volontaire

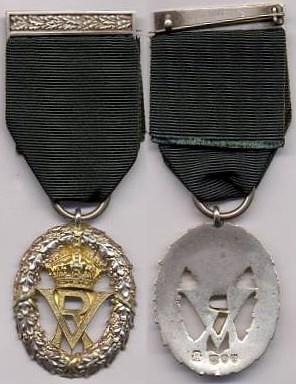
Médaille d'officier volontaire sous la Reine Victoria.

La médaille d'ancienneté du service volontaire a été créée par Royal Warrant sous le règne de la Reine Victoria le 25 juillet 1892 pour récompenser l'efficacité des officiers du corps de volontaires qui ont servi pendant vingt ans. 
En 1894, la médaille a été introduite pour les officiers du corps de volontaires des Indes et des Colonies Britanniques (l'Inde était traitée différemment, seulement 18 ans de service était requis). Certaines versions portent les lettres "VRI" (Victoria Regina Imperatrix) au lieu de "VR" (Victoria Regina).
Cette médaille est devenue périmée en Grande-Bretagne lorsque le corps de volontaires a été dissous en 1908, mais on a continué de la décerner dans les colonies avec à l'avers l'effigie du monarche régnant et au revers la mention "FOR LONG SERVICE IN THE COLONIAL AUXILIARY FORCES", et les feuilles de laurier sommées d'une croix impériale.
Les récipiendaires de cette récompense peuvent faire suivre leur nom des initiales "VD".

## Sources
- Médaille d'ancienneté de Service Volontaire - Anciens Combattants Canada